# Dacryodes acutipyrena
Dacryodes acutipyrena är en tvåhjärtbladig växtart som beskrevs av José Cuatrecasas. Dacryodes acutipyrena ingår i släktet Dacryodes och familjen Burseraceae. Inga underarter finns listade i Catalogue of Life.